# Etničko čišćenje Gruzijaca u Abhaziji
Etničko čišćenje Gruzijaca u Abhaziji, u Gruziji nazivano i Genocid nad Gruzijcima u Abhaziji (gruz. ქართველთა გენოციდი აფხაზეთში) - odnosi se na etničko čišćenje, pokolje, i masovno protjerivanje na tisuće etničkih Gruzijaca koji žive u Abhaziji tijekom gruzijsko-abhaškog rata 1992. - 1993.,  te 1998. od strane abhaških separatista i njihovih saveznika. Osim Gruzijaca, ubijani su i Armenci, Grci, Rusi i neistomišljenici Abhazi. Otprilike 200 000 do 250 000 gruzijskih civila postalo su izbjeglice i prognanici. Etnička čišćenja i masakri nad Gruzijcima službeno su priznati konvencijama Organizacije za europsku sigurnost i suradnju (OESS) 1994., 1996. i ponovno 1997. tijekom summita u Budimpešti, Lisabonu i Istanbulu, na kojim su osuđeni "počinitelji ratnih zločina počinjenih tijekom sukoba". Generalna skupština Ujedinjenih naroda 15. svibnja 2008. usvojila je (s 14 glasova za, 11 protiv i 105 suzdržanih) rezoluciju A/RES/62/249 u kojoj se "Naglašava važnost očuvanja imovinskih prava izbjeglica i interno raseljenih osoba iz Abhazije, Gruzije, uključujući žrtve prijavljenog "etničkog čišćenja", i poziva sve države članice da odvrate osobe pod njihovom jurisdikcijom od stjecanja imovine na teritoriju Abhazije u Gruziji kršeći prava povratnika ". Vijeće sigurnosti UN-a donijelo je niz rezolucija u kojima je apeliralo na prekid vatre.

## Pozadina
Prije rata 1992. godine, Gruzijci su činili gotovo polovicu stanovništva Abhazije, dok je Abhaza bila manje od petine. Nasuprot tome, 1926. godine, ova su dva naroda činila trećinu stanovništva, a ostatak Rusi, Armenci i Grci. Do 1989. godine broj Gruzijaca gotovo se učetverostručio, sa 67 494 na 239 872, Armenaca utrostručio, a broj etničkih Rusa povećao se šest puta.
Abhazija je proglasila neovisnost od Gruzije 23. srpnja 1992., godinu dana nakon što je to učinila Gruzija (9. travnja 1991.). Da bi smanjili zapadni utjecaj u Gruziji, Rusi su poticali lokalne komuniste da traže odcjepljenje, a KGB je obučavao abhaške paravojne jedinice. U listopadu 1992. Abhazi su preuzeli kontrolu nad većim dijelom teritorija i potisnuli Gruzijce. Rusi su otvoreno pomogli Abhaziji, a apel Gruzijaca međunarodnoj zajednici ostao je bez odgovora. Iako je 27. rujna 1993. bilo zločina s obje strane, dogodio se možda najstravičniji masakr u tom ratu.  Nakon opsade, Suhumi, glavni grad Abhazije, s većinskim gruzijskim stanovništvom, pao je u ruke zajedničkih rusko-abhaških jedinica.  Pokolj je trajao dva tjedna. Grad je bio preplavljen mrtvim tijelima. Rusima su pomagali i čečenski borci, uključujući tada malo poznatog islamskog militanta Šamila Basajeva, kasnije jednog od istaknutih čečenskih vođa. Kozačke su jedinice počinile zločine i protiv Gruzijaca .

## Ishod
Oko 30 000 Gruzijaca je ubijeno, a 250 000 izbjeglica ne može se vratiti u Abhaziju. Svojedobno je međunarodna zajednica koristila izraz "neprihvatljiva demografska promjena zbog rata" umjesto izraza etničko čišćenje. Do danas nitko nije odgovarao za zločine nad Gruzijcima. Abhazija je danas de facto ruski protektorat. Nijedna ga država ne priznaje, ali se smatra dijelom Gruzije.